# Xenorma grandimacula
Xenorma grandimacula är en fjärilsart som beskrevs av Erich Martin Hering 1925. Xenorma grandimacula ingår i släktet Xenorma och familjen tandspinnare. Inga underarter finns listade i Catalogue of Life.